# Palpada pusilla
Palpada pusilla là một loài ruồi trong họ Ruồi giả ong (Syrphidae). Loài này được Macquart mô tả khoa học đầu tiên năm 1842. Palpada pusilla phân bố ở miền Tân bắc